# Karsi
Qarshi (IPA: [qarˈʃɨ] cirill írással: Қарши; újperzsa nyelven: نخشب / Nahsab; orosz nyelven: Карши / Karsi) Dél-Üzbegisztán városa, Qashqadaryo régió fővárosa. Lakossága a 2014. évi népszámlálási adatok szerint körülbelül 222 898 fő. Fontos földgázkitermelő területen fekszik, de híres szőnyeggyártásáról is.

## Fekvése
Taskenttől kb. 520 km-rel délre, délnyugatra fekszik, és az üzbég-afgán határtól mintegy 335 km-rel északra található.

## Története

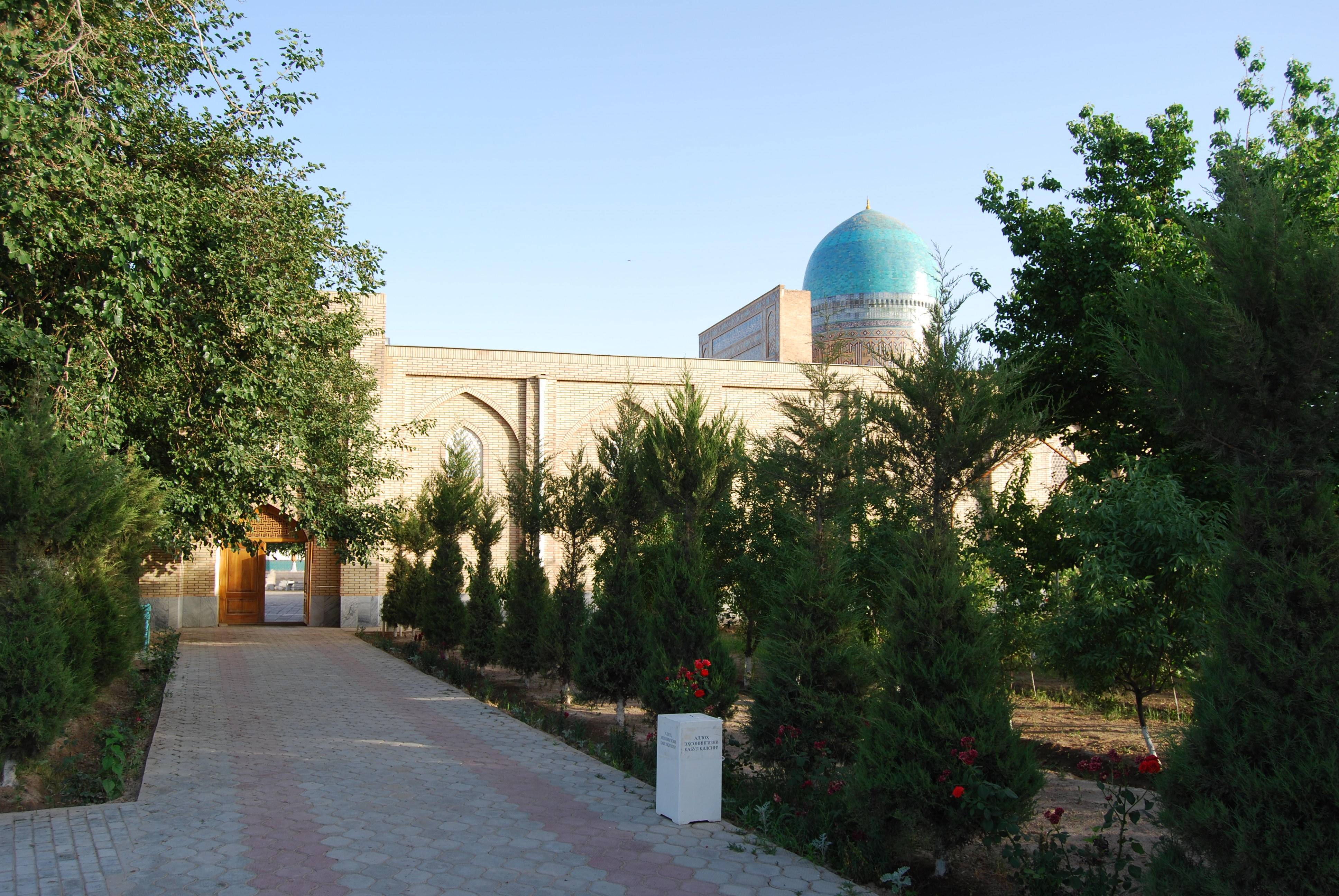
Kok Gumbaz-mecset

A város búzát, gyapotot és selymet előállító termékeny oázis középpontjában, a Balh és Buhara közötti útvonalon található. Nevének mai változata erődöt jelent.
Shahrisabz 18. században bekövetkezett csökkenésével a Karsi jelentősége nőtt, a város Buhara Emirátusának koronahercegi székhelye volt. Ebben az időszakban a városnak két fala, 10 karavánja és 4 medresze volt. 1868-ig az oroszokhoz csatolták a Zaravsán-völgyet, és 1873-ban Karsiban írták alá a buharai orosz protektorátusú szerződést.
Az 1970-es évek elején egy nagy öntözési projekt első szakasza fejeződött be, mely a türkmenisztáni Amu-darja folyótól keletre Üzbegisztánba szállította a vizet, hogy a Karsit körülvevő földet öntözze. A város körüli ilyen öntözött területek nagy részére gyapotot ültetnek.

## Éghajlat
A Köppen éghajlati osztályozási rendszere a terület éghajlatát hideg, félszáraz (BSk) osztályba sorolja.

## Ipar
Karsitól 40 km-re délre földgáz (GTL) üzem áll építés alatt. Ez az üzem a Sasol GTL-technológiáján alapul, és évi 1,4 millió tonna kapacitással rendelkezik, a következő termékekből: GTL dízel, petróleum, benzin és folyékony kőolaj. A projekt teljes költsége 4 milliárd dollár, és ez az első ilyen csúcstechnológiai üzem az eurázsiai kontinensen. 
A GTL Üzbegisztán közös projektje, ahol Sasol és Üzbegisztán állami olajipari vállalata, a Uzbekneftgas 44,5%-os részesedéssel rendelkezik, és a többi 11% Malajziai Petronához tartozik, 2009-ben alakult. Az üzem a Shurtan gáz- és kémiai komplexum alapján épül fel.

## Nevezetességek

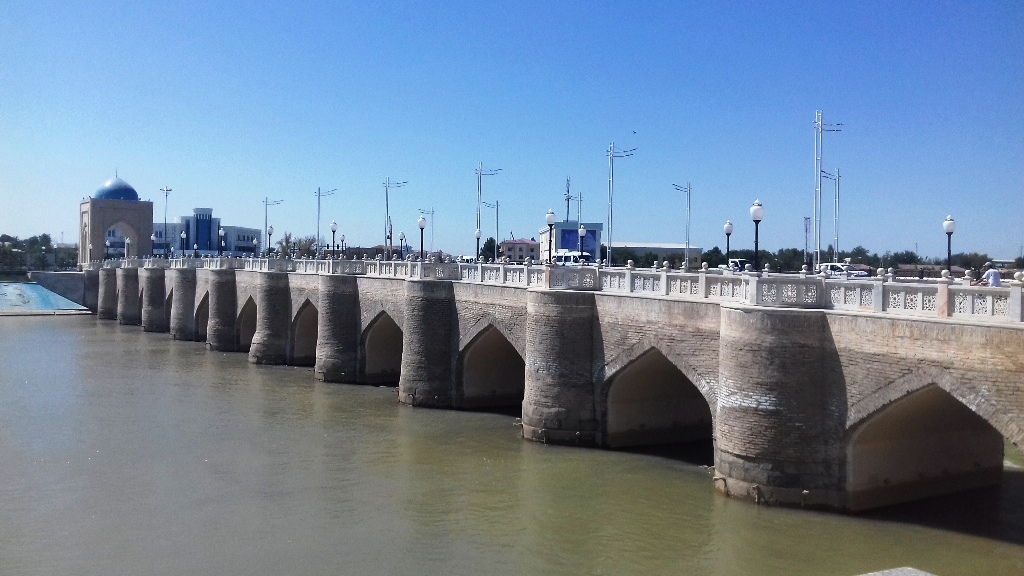
Amir Temur híd

- Xoja Abdulaziz medresze – Regionális Múzeum
- Rabiya medresze – 19. század végi női medresze
- Kok Gumbaz-mecset – egy 16. századi épületegyüttes része
- Második világháborús emlékmű – talán az egyik legkorábbi a Szovjetunió területén

## Galéria

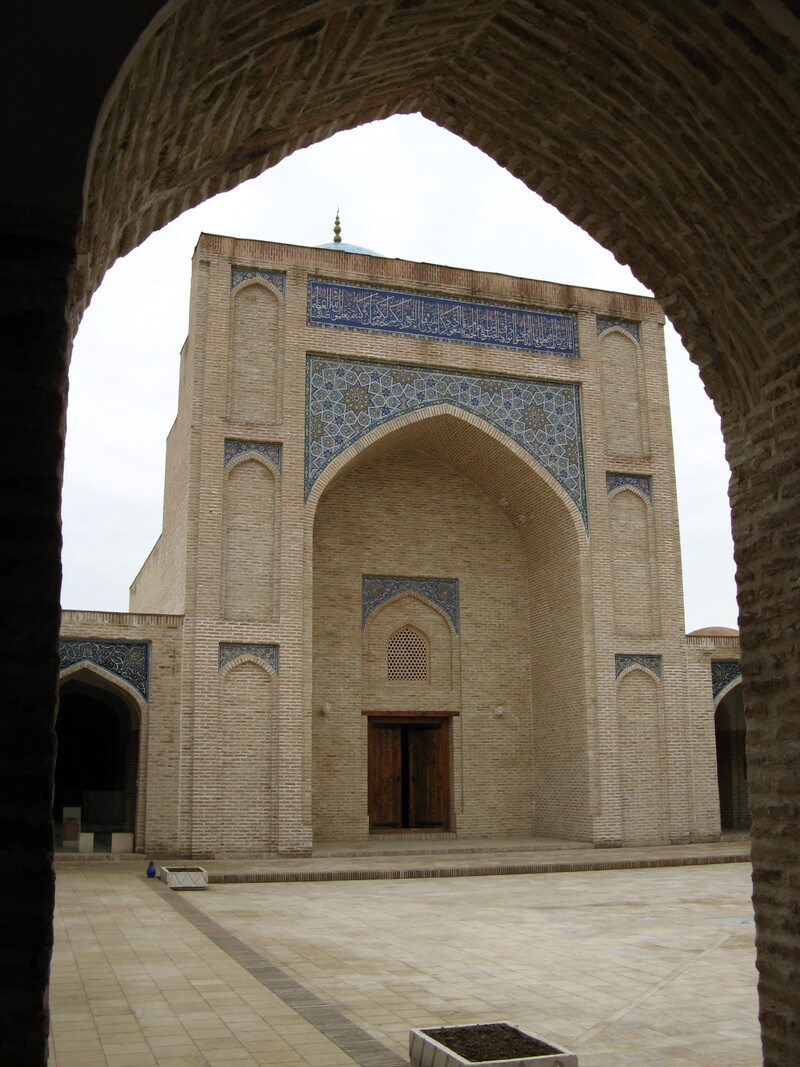
Kok Gumbaz-mecset, részlet
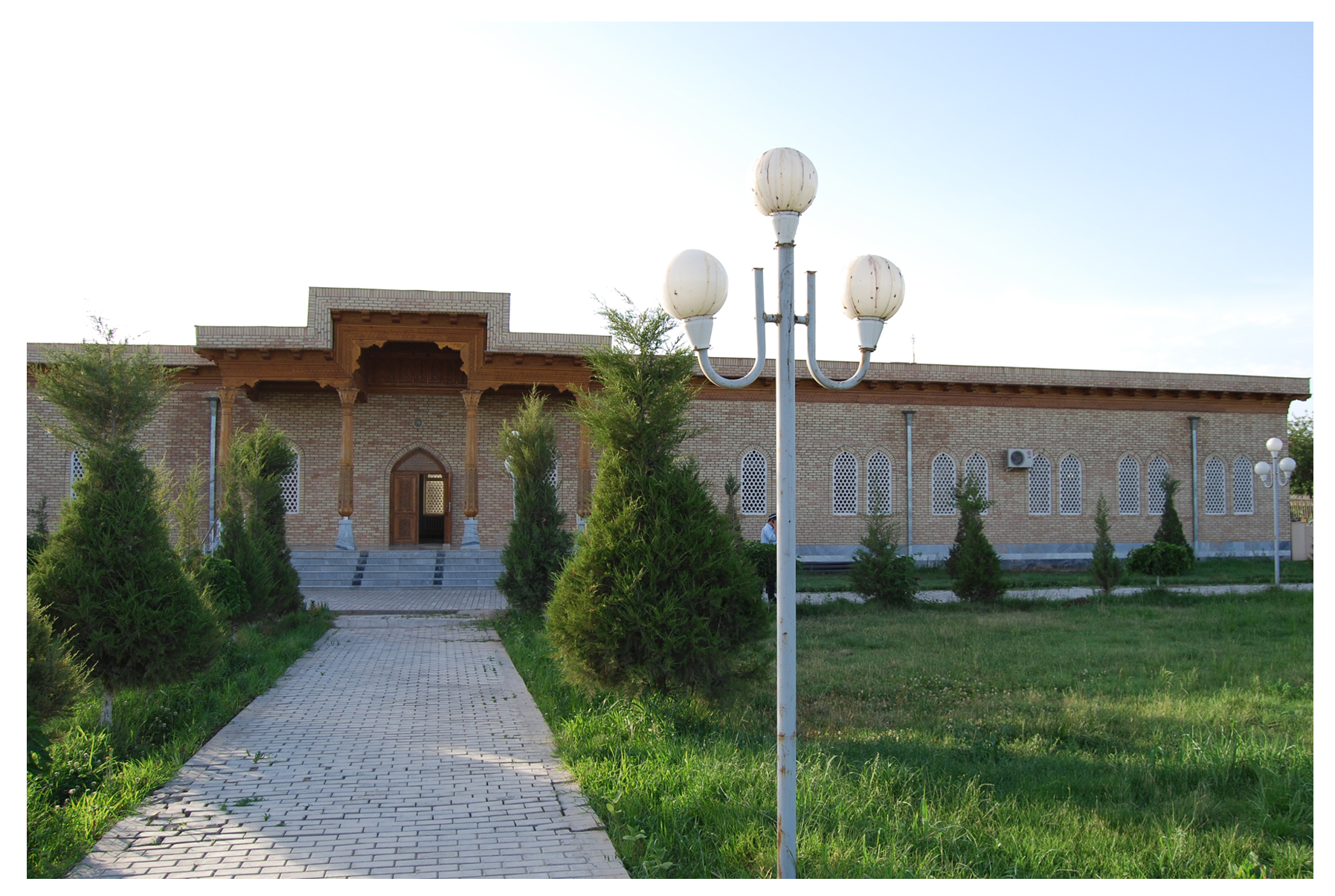
Kok Gumbaz-mecset
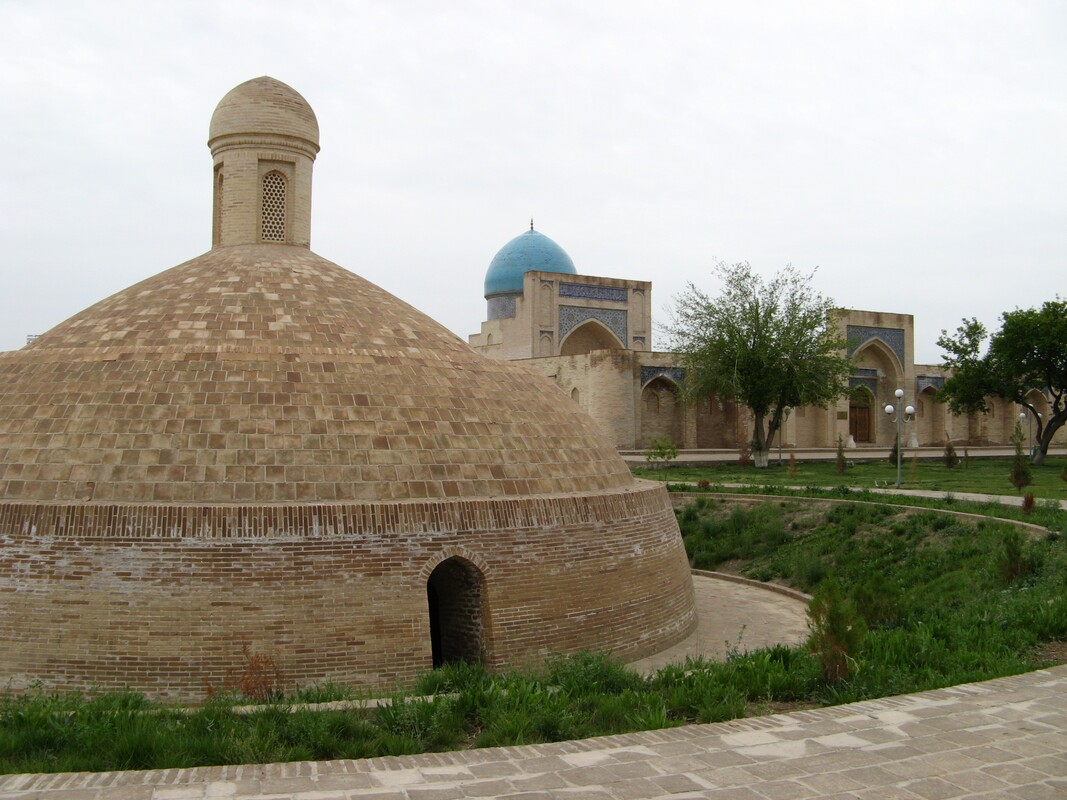
Kok Gumbaz-mecset és ciszterna
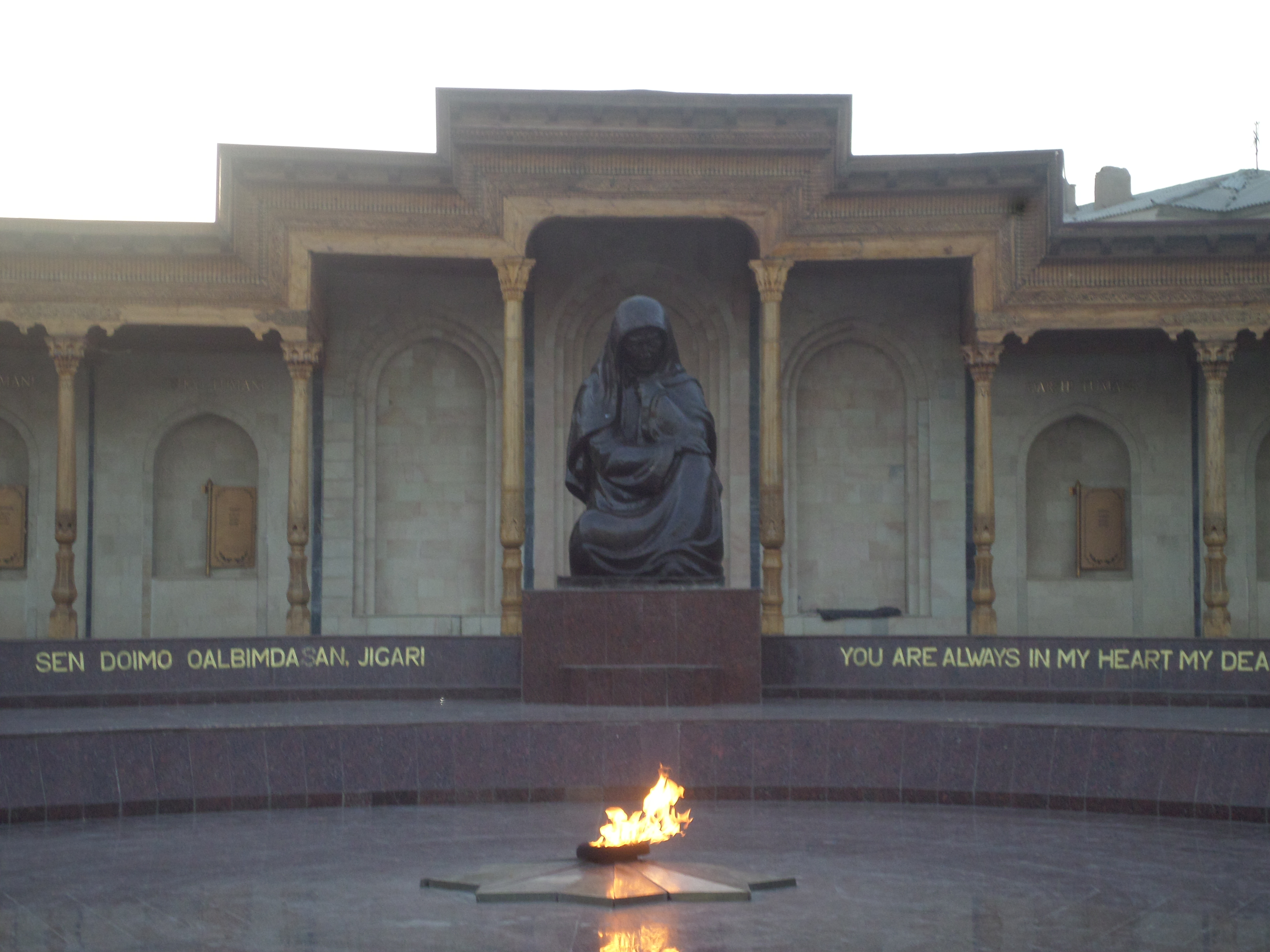
Emlékmű
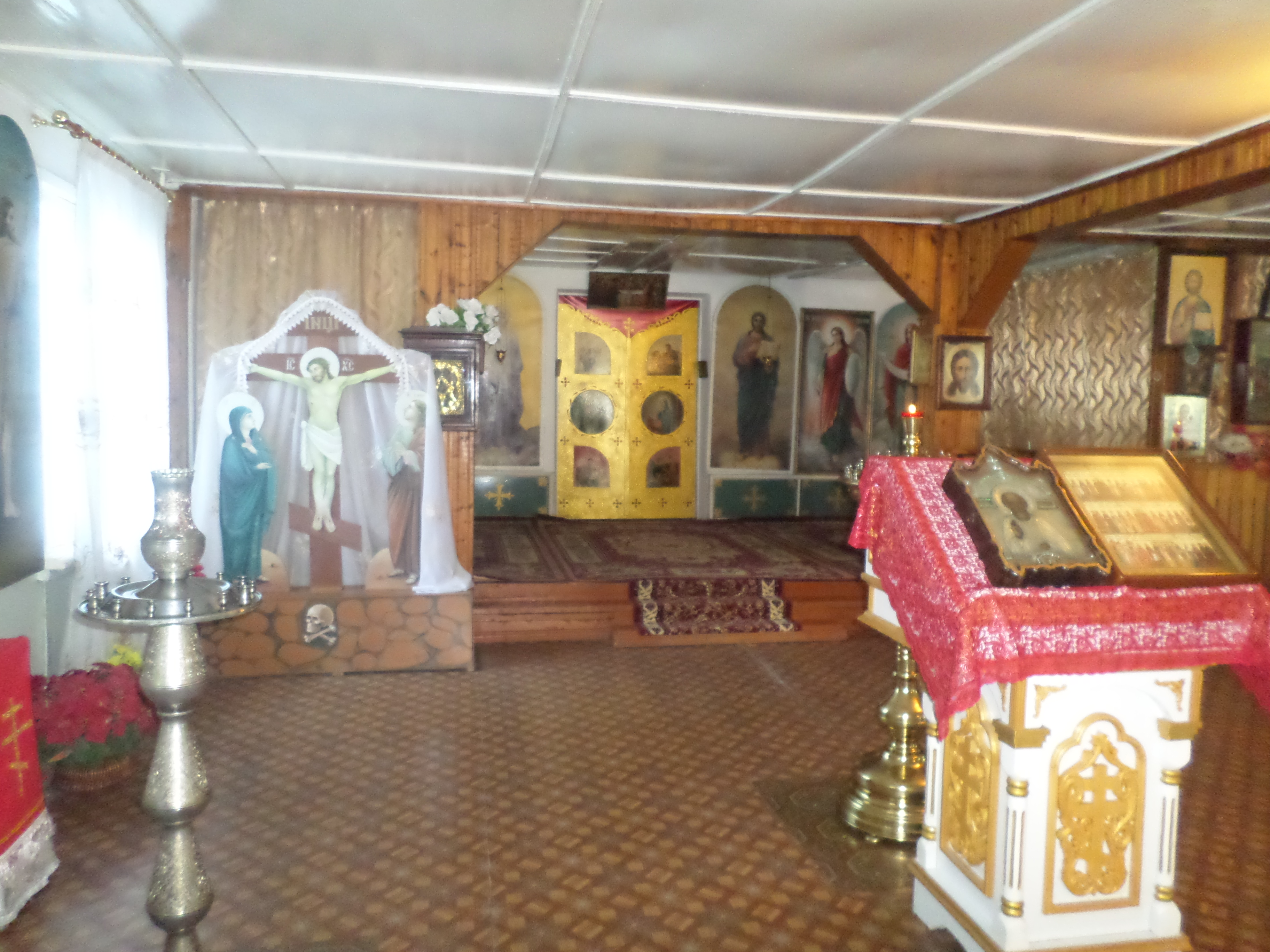
Keresztény templom, Karsi
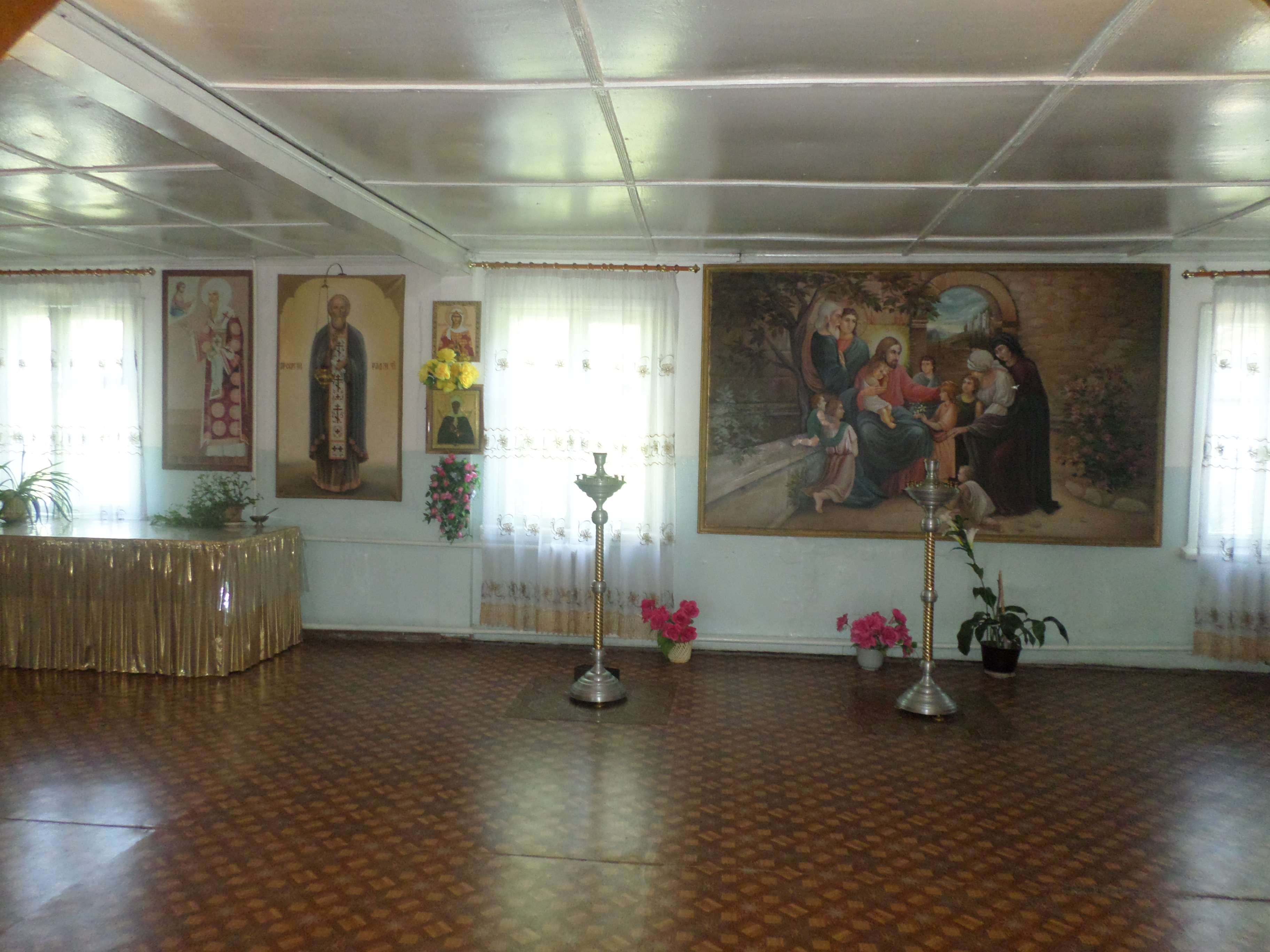
Templombelső